# 張際亮
张际亮（1799年—1843年），字亨甫，号松寥山人，別名婁光堂，福建建宁人。
清嘉庆四年（1799年）出生，父母早逝，“三族无仕宦者，亦无富人。”，由继母养成。十六岁中秀才，两度就讀於福州鳌峰书院。山长陈寿祺很器重他，称其诗“足以雄视天下”，性好游历交往，“交遍天下士，相与夹辅。”
道光三年（1823年），台湾噶玛兰通判姚莹至福州，际亮獻诗，姚莹赞道：“何李（白）之流也！”道光四年（1824年），督学沈维峤拔贡試第一，次年赴京朝考不中，与徐宝善、郑开禧、黄爵滋、汤鹏、潘德舆等友善，凡“言诗者，无不知亨甫矣。”盐运使曾燠闻際亮之名，請他喝酒，“同座皆名士也”，张际亮竟笑他“不知自爱”，“有负天下望”。曾燠大怒，“毁之于诸贵人，亨甫以是负狂名”。道光十三年（1833年）上书两广总督卢坤，“明示夷酋，以内地旧制不准彼国之船逗留经年，……严则勒兵驱逐，宽则申令责散。”道光十五年（1835年）参加福州乡试，中举人。道光十八年（1838年），替黄爵滋起草《请严塞漏卮培国本》疏稿。道光二十年五月鸦片战争爆发后，张际亮坚持抵抗，怒斥侵略者“五月妖氛暗虎门”。道光二十二年（1842年），至浙江。道光二十三年（1843年）得悉姚莹“为英夷愬江南奏劾，”代姚瑩作《獄中辨冤疏》，旧病复发，十月初九日去世。林则徐《哭张亨甫》诗有“修文定写生平志，犹诉苍苍塞漏卮”之句。